# Glattstieliges Stockschwämmchen
Das Glattstielige Stockschwämmchen oder Glattstielige Frühlings-Stockschwämmchen (Kuehneromyces lignicola) ist eine Pilzart aus der Familie der Träuschlingsverwandten (Strophariaceae).

## Merkmale
Das Glattstielige Stockschwämmchen bildet kleine, in Hut und Stiel gegliederte Fruchtkörper. Der Hut wird 1 bis 4 Zentimeter breit, er ist gewölbt mit einem stumpfen Buckel. Die Oberfläche des Hutes ocker- bis cremegelb, sie ist hygrophan (bei Feuchtigkeit fleckig werdend), im feuchten Zustand wird der Hut klebrig und ist dann dunkel horn- bis dattelbraun. Beim Trocknen blasst er von der Mitte her aus, der Hutrand ist lange abwärts gebogen und im feuchten Zustand fein gerieft. Der Stiel wird etwa 3 bis 7 Zentimeter lang und bis 0,5 Zentimeter stark, er ist alt hohl, dunkelbraun gefärbt und glatt, nur selten ist ein flüchtiger Ring vorhanden. An der Basis sind die Stiele mehrerer Fruchtkörper büschelig miteinander verwachsen. Die Lamellen sind am Stiel breit angewachsen, bei alten Fruchtkörpern sind sie tabakbraun gefärbt. Die Fruchtkörper stehen büschelig.

## Ökologie
Das Glattstielige Stockschwämmchen ist ein saprobiontischer Bewohner von Holzabfällen und morschem Nadelholz in borealen und montanen Wäldern, es fruktifiziert von April bis November.

## Bedeutung
Das Glattstielige Stockschwämmchen ist ungenießbar.